# Will Boyd
William James "Will" Boyd (Little Rock, 27 de abril de 1979) é um baixista estadunidense, que ficou mundialmente conhecido quando se tornou membro da banda Evanescence.
Foi considerado membro oficial da banda em 2003, participou da turnê do álbum Fallen. Mas em julho de 2006 foi anunciada a sua saída da banda. Diz ele que o motivo foi estar sem tempo para a família. Tem uma irmã chamada Kendra.

Antes de ser considerado membro oficial, ajudava a banda quando estava em sua época underground. Ajudou a compor "October", em 1997, como uma demo; "So Close", em 1998, do EP "Evanescence"; Fez o baixo na música "Away From Me", do álbum Origin; Fez o baixo, a guitarra e o backing-vocal em "Solitude" do EP "Evanescence".
Antes de entrar para o Evanescence tocou nas bandas punk The Visitors e Lucky Father Brown.

## Discografia

### The Visitors
- Some Other Day (1997)
- Gone For Days EP (1998)

### Evanescence
- Evanescence (1998)
- Origin (4 de novembro de 2000)
- Fallen (4 de março de 2003)
- Anywhere but Home (23 de novembro de 2004)
- The Open Door (25 de setembro de 2006)

### American Princes
- Other People (15 de abril de 2008)